# Championnats d'Europe d'escalade
Les Championnats d'Europe d'escalade sont organisés tous les deux ans par la Fédération internationale d'escalade. Cet événement désigne les champions du monde, masculins et féminins, dans les trois disciplines de l'escalade que sont la difficulté, le bloc et la vitesse.

## Éditions
| N°  | Année | Ville               | Dates                        | Disciplines | Disciplines | Disciplines | Disciplines | Disciplines | Notes  |
| N°  | Année | Ville               | Dates                        | Nombre      | D           | V           | B           | C           | Notes  |
| --- | ----- | ------------------- | ---------------------------- | ----------- | ----------- | ----------- | ----------- | ----------- | ------ |
| 1re | 1992  | Francfort           | 18 septembre 1992            | 2           | X           | X           | -           | -           | [ 1 ]  |
| 2e  | 1996  | Paris               | 28 janvier 1996              | 2           | X           | X           | -           | -           | [ 2 ]  |
| 3e  | 1998  | Nuremberg           | 3 avril 1998                 | 2           | X           | X           | -           | -           | [ 3 ]  |
| 4e  | 2000  | Munich              | 7 octobre 2000               | 2           | X           | X           | -           | -           | [ 4 ]  |
| 5e  | 2002  | Chamonix            | 11–14 juillet 2002           | 3           | X           | X           | X           | -           | [ 5 ]  |
| 6e  | 2004  | Lecco               | 21–27 juin 2004              | 3           | X           | X           | X           | -           | [ 6 ]  |
| 7e  | 2006  | Iekaterinbourg      | 29 juin – 3 juillet 2006     | 2           | X           | X           | A           | -           | [ 7 ]  |
| 7e  | 2007  | Birmingham *        | 16–18 mars 2007              | 1           | -           | -           | X           | -           | [ 8 ]  |
| 8e  | 2008  | Paris               | 15–18 octobre 2008           | 3           | X           | X           | X           | -           | [ 9 ]  |
| 9e  | 2010  | Imst/Innsbruck      | 14–18 septembre 2010         | 3           | X           | X           | X           | -           | [ 10 ] |
| 10e | 2013  | Chamonix            | 12–13 juillet 2013           | 2           | X           | X           | -           | -           | [ 11 ] |
| 10e | 2013  | Eindhoven           | 31 août – 1er septembre 2013 | 1           | -           | -           | X           | -           | [ 12 ] |
| 11e | 2015  | Innsbruck           | 14–16 mai 2015               | 1           | -           | -           | X           | -           | [ 13 ] |
| 11e | 2015  | Chamonix            | 10–12 juillet 2015           | 2           | X           | X           | -           | -           | [ 14 ] |
| 12e | 2017  | Campitello di Fassa | 30 juin – 1er juillet 2017   | 2           | X           | X           | -           | -           | [ 15 ] |
| 12e | 2017  | Munich              | 18–19 août 2017              | 1           | -           | -           | X           | -           | [ 16 ] |
| 13e | 2019  | Zakopane            | 5–7 septembre 2019           | 1           | -           | -           | X           | -           | [ 17 ] |
| 13e | 2019  | Édimbourg           | 4–6 octobre 2019             | 2           | X           | X           | -           | -           | [ 17 ] |
| 14e | 2020  | Moscou              | 21–28 novembre 2020          | 4           | X           | X           | X           | X           | [ 18 ] |
| 15e | 2022  | Munich **           | 11–21 août 2022              | 4           | X           | X           | X           | X           | [ 19 ] |
| 16e | 2024  | Villars-sur-Ollon   | 27 août – 1er septembre 2024 | 4           | X           | X           | X           | X           | [ 20 ] |

A : Annulé

* Birmingham 2007 remplace Iekaterinbourg 2006 pour l'épreuve de bloc.

** L'édition fait partie des championnats sportifs européens 2022.

## Résultats

### Hommes

#### Difficulté
| Année | Or                           | Argent                   | Bronze                        |
| ----- | ---------------------------- | ------------------------ | ----------------------------- |
| 1992  | François Legrand             | François Petit           | Salavat Rakhmetov             |
| 1996  | Arnaud Petit                 | François Petit           | François Lombard              |
| 1998  | Ian Vickers                  | Cristian Brenna          | Christian Bindhammer          |
| 2000  | Alexandre Chabot             | Cristian Brenna          | Evgeny Ovchinnikov            |
| 2002  | Alexandre Chabot (2)         | Tomáš Mrázek             | Ramón Julián Puigblanqué      |
| 2004  | Ramón Julián Puigblanqué     | Alexandre Chabot         | François Auclair              |
| 2006  | David Lama                   | Cédric Lachat            | Dmitri Sarafutdinov           |
| 2008  | Patxi Usobiaga               | Tomáš Mrázek             | Manuel Romain                 |
| 2010  | Ramón Julián Puigblanqué (2) | Adam Ondra               | Jakob Schubert                |
| 2013  | Romain Desgranges            | Ramón Julián Puigblanqué | Jorg Verhoeven                |
| 2015  | Ramón Julián Puigblanqué (3) | Adam Ondra               | Sebastian Halenke             |
| 2017  | Romain Desgranges (2)        | Adam Ondra               | Jakob Schubert                |
| 2019  | Adam Ondra                   | Alberto Ginés López      | Sascha Lehmann                |
| 2020  | Sascha Lehmann               | Nicolas Collin           | Dmitri Fakirianov             |
| 2022  | Adam Ondra (2)               | Luka Potočar             | Alberto Ginés López           |
| 2024  | Sascha Lehmann (2)           | Sam Avezou               | Guillermo Peinado Franganillo |

#### Vitesse
| Année | Or                         | Argent             | Bronze               |
| ----- | -------------------------- | ------------------ | -------------------- |
| 1992  | Kairat Rakhmetov           | Cristian Brenna    | Andrzej Marcisz      |
| 1996  | Andrey Vedenmeer           | Mathieu Dutray     | Pavel Samoiline      |
| 1998  | Tomasz Oleksy              | Alexandr Paukaev   | Vladimir Zakharov    |
| 2000  | Maksym Styenkovyy          | Iakov Soubbotine   | Alexandre Chaoulsky  |
| 2002  | Maksym Styenkovyy (2)      | Sergei Sinitcyn    | Alexei Gadeev        |
| 2004  | Alexandr Pechekhonov       | Maksym Styenkovyy  | Alexandre Chaoulsky  |
| 2006  | Ievgueni Vaïtsekhovski     | Sergei Sinitcyn    | Alexandr Pechekhonov |
| 2008  | Ievgueni Vaïtsekhovski (2) | Maksym Osipov      | Maksym Styenkovyy    |
| 2010  | Sergueï Abdrakhmanov       | Stanislav Kokorine | Libor Hroza          |
| 2013  | Libor Hroza                | Marcin Dzieński    | Danyil Boldyrev      |
| 2015  | Libor Hroza (2)            | Danyil Boldyrev    | Marcin Dzieński      |
| 2017  | Marcin Dzieński            | Danyil Boldyrev    | Stanislav Kokorine   |
| 2019  | Vladislav Deulin           | Danyil Boldyrev    | Dimitrii Timofeev    |
| 2020  | Danyil Boldyrev            | Lev Roudatski      | Marcin Dzieński      |
| 2022  | Danyil Boldyrev (2)        | Marcin Dzieński    | Guillaume Moro       |
| 2024  | Ludovico Fossali           | Matteo Zurloni     | Erik Noya Cardona    |

#### Bloc
| Année | Or                | Argent              | Bronze             |
| ----- | ----------------- | ------------------- | ------------------ |
| 2002  | Christian Core    | Mauro Calibani      | Salavat Rakhmetov  |
| 2004  | Daniel Du Lac     | Andrew Earl         | Gabriele Moroni    |
| 2007  | David Lama        | Nalle Hukkataival   | Tomáš Mrázek       |
| 2008  | Jérôme Meyer      | Kilian Fischhuber   | Cédric Lachat      |
| 2010  | Cédric Lachat     | Adam Ondra          | Kilian Fischhuber  |
| 2013  | Kilian Fischhuber | Dmitri Sarafutdinov | Jakob Schubert     |
| 2015  | Jan Hojer         | Adam Ondra          | Stefan Scarperi    |
| 2017  | Jan Hojer (2)     | Alexander Megos     | Anze Peharc        |
| 2019  | Mickael Mawem     | Sergei Skorodumov   | Vadim Timonov      |
| 2020  | Jernej Kruder     | Sergei Luzhetskii   | Nikolaï Iarilovets |
| 2022  | Nicolai Užnik     | Sam Avezou          | Adam Ondra         |
| 2024  | Sam Avezou        | Maximilian Milne    | Dayan Akhtar       |

#### Combiné
| Année | Or               | Argent         | Bronze              |
| ----- | ---------------- | -------------- | ------------------- |
| 2017  | Jan Hojer        | Jakob Schubert | Michael Piccolruaz  |
| 2020  | Alekseï Roubtsov | Sascha Lehmann | Sergei Luzhetskii   |
| 2022  | Jakob Schubert   | Adam Ondra     | Alberto Ginés López |
| 2024  | Sam Avezou       | Sascha Lehmann | Jonas Utelli        |

### Femmes

#### Difficulté
| Année | Or                   | Argent              | Bronze                             |
| ----- | -------------------- | ------------------- | ---------------------------------- |
| 1992  | Susi Good            | Isabelle Patissier  | Laurence Guyon                     |
| 1996  | Liv Sansoz           | Laurence Guyon      | Stéphanie Bodet Venera Chereshneva |
| 1998  | Muriel Sarkany       | Venera Chereshneva  | Liv Sansoz                         |
| 2000  | Katrin Sedlmayer     | Stéphanie Bodet     | Marietta Uhden                     |
| 2002  | Chloé Minoret        | Martina Čufar       | Sandrine Levet Muriel Sarkany      |
| 2004  | Bettina Schöpf       | Natalija Gros       | Katharina Saurwein                 |
| 2006  | Charlotte Durif      | Sandrine Levet      | Maja Vidmar                        |
| 2008  | Johanna Ernst        | Maja Vidmar         | Mina Markovič                      |
| 2010  | Angela Eiter         | Johanna Ernst       | Alizée Dufraisse                   |
| 2013  | Dinara Fakhritdinova | Mina Markovič       | Hélène Janicot                     |
| 2015  | Mina Markovič        | Janja Garnbret      | Jessica Pilz                       |
| 2017  | Anak Verhoeven       | Mina Markovič       | Jessica Pilz                       |
| 2019  | Lučka Rakovec        | Laura Rogora        | Luce Douady                        |
| 2020  | Viktoria Mechkova    | Eliška Adamovská    | Molly Thompson-Smith               |
| 2022  | Janja Garnbret       | Jessica Pilz        | Manon Hily                         |
| 2024  | Laura Rogora         | Ievgeniia Kazbekova | Lynn van der Meer                  |

#### Vitesse
| Année | Or                      | Argent               | Bronze                |
| ----- | ----------------------- | -------------------- | --------------------- |
| 1992  | Elena Ovtchinnikova     | Yulia Inozemtseva    | Claudine Trécourt     |
| 1996  | Cécile Avezou           | Ameli Haager         | Kim Anthoni           |
| 1998  | Cécile Avezou (2)       | Olena Ryepko         | Zosia Podgorbounskikh |
| 2000  | Olena Ryepko            | Tatiana Ruyga        | Zosia Podgorbounskikh |
| 2002  | Olena Ryepko (2)        | Olga Zakharova       | Svetlana Sutkina      |
| 2004  | Anna Stenkovaya         | Valentina Yurina     | Mayya Piratinskaya    |
| 2006  | Anna Stenkovaya (2)     | Ksenia Alekseeva     | Valentina Yurina      |
| 2008  | Edyta Ropek             | Olga Morozkina       | Anna Stenkovaya       |
| 2010  | Edyta Ropek (2)         | Ksenia Alekseeva     | Natalia Titova        |
| 2013  | Anna Tsyganova          | Aleksandra Rudzinska | Yuliya Levochkina     |
| 2015  | Anouck Jaubert          | Iuliia Kaplina       | Mariia Krasavina      |
| 2017  | Iuliia Kaplina          | Anna Tsyganova       | Elena Remizova        |
| 2019  | Aleksandra Mirosław     | Mariia Krasavina     | Anouck Jaubert        |
| 2020  | Ekaterina Barashchuk    | Elizaveta Ivanova    | Iuliia Kaplina        |
| 2022  | Aleksandra Mirosław (2) | Aleksandra Kałucka   | Natalia Kałucka       |
| 2024  | Natalia Kałucka         | Patrycja Chudziak    | Giulia Randi          |

#### Bloc
| Année | Or                | Argent         | Bronze                   |
| ----- | ----------------- | -------------- | ------------------------ |
| 2002  | Sandrine Levet    | Fanny Rogeaux  | Vera Kotasova-Kostruhova |
| 2004  | Olga Bibik        | Anna Stöhr     | Corinne Theroux          |
| 2007  | Juliette Danion   | Olga Shalagina | Olga Bezhko              |
| 2008  | Natalija Gros     | Anna Stöhr     | Hannah Midtboe           |
| 2010  | Anna Stöhr        | Juliane Wurm   | Olga Shalagina           |
| 2013  | Anna Stöhr (2)    | Mina Markovič  | Mélanie Sandoz           |
| 2015  | Juliane Wurm      | Anna Stöhr     | Katharina Saurwein       |
| 2017  | Staša Gejo        | Janja Garnbret | Petra Klingler           |
| 2019  | Urska Repusic     | Vita Lukan     | Irina Kuzmenko           |
| 2020  | Viktoria Mechkova | Chloé Caulier  | Staša Gejo               |
| 2022  | Janja Garnbret    | Hannah Meul    | Oriane Bertone           |
| 2024  | Naïlé Meignan     | Ayala Kerem    | Agathe Calliet           |

#### Combiné
| Année | Or                 | Argent              | Bronze           |
| ----- | ------------------ | ------------------- | ---------------- |
| 2017  | Janja Garnbret     | Petra Klingler      | Staša Gejo       |
| 2020  | Viktoria Mechkova  | Staša Gejo          | Eliška Adamovská |
| 2022  | Janja Garnbret (2) | Mia Krampl          | Jessica Pilz     |
| 2024  | Laura Rogora       | Ievgeniia Kazbekova | Zélia Avezou     |

## Tableaux des médailles
Mis à jour après l'édition 2017

### Toutes épreuves confondues
| Rang | Nation             | Or | Argent | Bronze | Total |
| ---- | ------------------ | -- | ------ | ------ | ----- |
| 1    | France             | 16 | 9      | 12     | 37    |
| 2    | Russie             | 11 | 13     | 21     | 45    |
| 3    | Autriche           | 8  | 5      | 8      | 21    |
| 4    | Ukraine            | 5  | 8      | 5      | 18    |
| 5    | Allemagne          | 4  | 3      | 3      | 10    |
| 6    | Pologne            | 4  | 2      | 2      | 8     |
| 7    | Espagne            | 4  | 1      | 1      | 6     |
| 8    | Slovénie           | 2  | 8      | 3      | 13    |
| 9    | République tchèque | 2  | 7      | 3      | 12    |
| 10   | Suisse             | 2  | 1      | 2      | 5     |
| 11   | Belgique           | 2  | 0      | 2      | 4     |
| 12   | Italie             | 1  | 4      | 2      | 7     |
| 13   | Royaume-Uni        | 1  | 1      | 0      | 2     |
| 14   | Serbie             | 1  | 0      | 0      | 1     |
| 14   | Kazakhstan         | 1  | 0      | 0      | 1     |
| 16   | Finlande           | 0  | 1      | 0      | 1     |
| 17   | Pays-Bas           | 0  | 0      | 1      | 1     |
| 17   | Norvège            | 0  | 0      | 1      | 1     |

### Difficulté
| Rang | Nation             | Or | Argent | Bronze | Total |
| ---- | ------------------ | -- | ------ | ------ | ----- |
| 1    | France             | 9  | 7      | 9      | 25    |
| 2    | Autriche           | 4  | 1      | 5      | 10    |
| 3    | Espagne            | 4  | 1      | 1      | 6     |
| 4    | Belgique           | 2  | 0      | 1      | 3     |
| 5    | Slovénie           | 1  | 6      | 2      | 9     |
| 6    | Russie             | 1  | 1      | 4      | 6     |
| 7    | Suisse             | 1  | 1      | 0      | 2     |
| 8    | Allemagne          | 1  | 0      | 3      | 4     |
| 9    | Royaume-Uni        | 1  | 0      | 0      | 1     |
| 10   | République tchèque | 0  | 5      | 0      | 5     |
| 11   | Italie             | 0  | 2      | 0      | 2     |
| 12   | Pays-Bas           | 0  | 0      | 1      | 1     |

### Bloc
| Rang | Nation             | Or | Argent | Bronze | Total |
| ---- | ------------------ | -- | ------ | ------ | ----- |
| 1    | Autriche           | 4  | 4      | 3      | 11    |
| 2    | France             | 4  | 1      | 2      | 7     |
| 3    | Allemagne          | 3  | 2      | 0      | 5     |
| 4    | Slovénie           | 1  | 2      | 1      | 4     |
| 5    | Italie             | 1  | 1      | 2      | 4     |
| 6    | Russie             | 1  | 1      | 1      | 3     |
| 7    | Suisse             | 1  | 0      | 2      | 3     |
| 8    | Serbie             | 1  | 0      | 0      | 1     |
| 9    | République tchèque | 0  | 2      | 2      | 4     |
| 10   | Ukraine            | 0  | 1      | 2      | 3     |
| 11   | Finlande           | 0  | 1      | 0      | 1     |
| 11   | Royaume-Uni        | 0  | 1      | 0      | 1     |
| 13   | Norvège            | 0  | 0      | 1      | 1     |

### Vitesse
| Rang | Nation             | Or | Argent | Bronze | Total |
| ---- | ------------------ | -- | ------ | ------ | ----- |
| 1    | Russie             | 9  | 11     | 16     | 36    |
| 2    | Ukraine            | 5  | 7      | 3      | 15    |
| 3    | Pologne            | 4  | 4      | 2      | 8     |
| 4    | France             | 3  | 1      | 1      | 5     |
| 5    | République tchèque | 2  | 0      | 1      | 3     |
| 6    | Kazakhstan         | 1  | 0      | 0      | 1     |
| 7    | Allemagne          | 0  | 1      | 0      | 1     |
| 8    | Italie             | 0  | 1      | 0      | 1     |
| 9    | Belgique           | 0  | 0      | 1      | 1     |